# トロヤニ (マゾフシェ県)
トロヤニ（Trojany, [trɔˈjanɨ]）は、ポーランド東中部のマゾフシェ県ヴォウォミン郡にある村である 。
ヴォウォミンの約1515 km (9 mi)北東、ワルシャワの約36 km (22 mi)北東。
村の人口は490人。